# Mistrovství Evropy v zápasu řecko-římském 1970
Mistrovství Evropy v zápasu řecko-římském 1970 se konalo v Východním Berlíně, Německá demokratická republika. 

## Výsledky

### Muži
| Kategorie | Zlato                | Stříbro           | Bronz               |
| --------- | -------------------- | ----------------- | ------------------- |
| 48 kg     | Gheorghe Berceanu    | Henrik Gál        | Lorenzo Calafiore   |
| 52 kg     | Petar Kirov          | Boško Marinko     | Klim Olzojev        |
| 57 kg     | János Varga          | Ion Baciu         | Christo Trajkov     |
| 62 kg     | Heinz-Helmut Wehling | Martti Laakso     | Ivan Kašpar         |
| 68 kg     | Klaus-Peter Göpfert  | Sreten Damjanović | Manfred Schöndorfer |
| 74 kg     | Viktor Igumenov      | Momir Kecman      | Franz Berger        |
| 82 kg     | Milan Nenadić        | Adam Ostrowski    | Rudolf Vesper       |
| 90 kg     | Valerij Rezancev     | Lothar Metz       | Josip Čorak         |
| 100 kg    | Pelle Svensson       | Ferenc Kiss       | Marin Kolev         |
| +100 kg   | Roland Bock          | Edward Wojda      | Aleksandar Tomov    |